# Microscapha malayana
Microscapha malayana es una especie de coleóptero de la familia Tetratomidae.

## Distribución geográfica
Habita en Penang (Malasia).